# PC Calcio 3.0
PC Calcio 3.0, noto anche come Pc Calcio, è un videogioco sportivo manageriale per MS-DOS, ovvero un gioco in cui il giocatore è chiamato alla direzione di una squadra di calcio, di cui prende in mano le sorti sia tecnico-calcistiche sia economiche-dirigenziali.
PC Calcio è la prima edizione uscita in Italia della serie PC Calcio, prodotto dalla casa spagnola Dinamic Multimedia e distribuito in edicola da Planeta DeAgostini. Le rose delle squadre presenti si riferivano alla stagione 1994-1995.

## Modalità di gioco
Nella schermata iniziale sono presenti sette attività possibili, tre di consultazione e quattro di gioco vero e proprio. Della prima categoria fanno parte le modalità "Storia" (resoconto dei campionati passati e delle finali delle principali competizioni europee), "Archivio" (informazioni tecnico-biografiche e curiosità sui giocatori di tutte le squadre della Serie A) e "Seguire il campionato" (lettura dei risultati del campionato registrati sino al momento dell'uscita del gioco, con possibilità di inserire manualmente i punteggi delle giornate successive).
Le altre quattro sono invece "Partita amichevole", "Gioco del Campionato" (modalità arcade dove il giocatore potrà solo disputare i match, senza poter personalizzare nulla, nemmeno la formazione titolare), "Campionato allenatore" (in cui il giocatore potrà modificare tutto il settore tecnico-tattico), "Campionato Manager" (dove il giocatore avrà il controllo pure del mercato e della parte finanziaria di un team).
Diversi calciatori sono acquistabili anche dall'estero.